# Warren Zevon
Warren William Zevon (Chicago, Illinois, 1947. január 24. – Los Angeles, Kalifornia, 2003. szeptember 7.) kétszeres Grammy-díjas amerikai énekes, dalszerző és zenész. Egyszerre humoros és pesszimista szövegeiről ismert, melyeknek fő témája az amerikai életmód és a politika. 
Első nagylemeze 1976-ban jelent meg. Két évvel később megjelent az Excitable Boy című nagylemeze, amelyről a Werewolves of London a mai napig Zevon egyik legismertebb dala.

## Diszkográfia
- Wanted Dead or Alive (1970)
- Warren Zevon (1976)
- Excitable Boy (1978)
- Bad Luck Streak in Dancing School (1980)
- Stand in the Fire Live (1980)
- The Envoy (1982)
- Sentimental Hygiene (1987)
- Transverse City (1989)
- Hindu Love Gods (1990)
- Mr. Bad Example (1991)
- Learning to Flinch (1993)
- Mutineer (1995)
- Life'll Kill Ya (2000)
- My Ride's Here (2002)
- The Wind (2003)